# Jelezna, Montana
Jelezna (în bulgară Железна) este un sat în comuna Ciprovți, regiunea Montana,  Bulgaria. 

## Demografie
Componența etnică a satului Jelezna
     Bulgari (98,74%)
     Nicio identificare (1,25%)
     Altele (0%)
La recensământul din 2011, populația satului Jelezna era de 318 locuitori. Din punct de vedere etnic, majoritatea locuitorilor (98,74%) erau bulgari. Pentru 1,25% din locuitori nu este cunoscută apartenența etnică.